# グアム慕情
「グアム慕情」（グアムぼじょう）は、2000年2月19日に発売された八代亜紀の79枚目のシングルである。

## 解説
グアム政府観光局イメージソング。「朧月夜」と同時発売。

## 収録曲
1. グアム慕情（3:18）[3]
  - 作詞：ひさとみまこと
  - 作曲・編曲：中谷靖之助
2. グアム慕情（カラオケ）（3:20）[3]
3. グアム慕情（半音上げカラオケ）（3:16）[3]